# سارامساك كرام
سارامساك كرام (10 نوفمبر 1985 في ماليزيا - ) هو لاعب كرة قدم ماليزي في مركز الهجوم. شارك مع منتخب ماليزيا لكرة القدم. أما مع النوادي، فقد لعب مع نادي برليس ‏ ونادي كيدا دارول أمان وKuala Lumpur Football Association ‏.

## وصلات خارجية
- سارامساك كرام على موقع قاعدة بيانات كرة القدم.إي يو (الإنجليزية)
- سارامساك كرام على موقع ناشيونال فوتبول تيمز (الإنجليزية)